# Wang Zongyuan
Wang Zongyuan (født 24. oktober 2001) er en kinesisk udspringer.
Han repræsenterede Kina ved sommer-OL 2020 i Tokyo, hvor han tog guld i 3-meter synkront og sølv i 3-meter.